# Aukje Wijbenga
Aukje Wijbenga-de Boer (Hijum, 1927 – Molenend, 25 september 2009) was Friestalig schrijfster van historische boeken over de dorpen Mûnein (Molenend) en Readtsjerk (Roodkerk). Tegelijkertijd was ze erg geïnteresseerd in genealogie. 
Toen ze vier jaar was verhuisde ze naar het Bûtenfjild onder Roodkerk, waar haar ouders een boerderij kregen. Toen haar moeder ziek werd, moest ze stoppen met haar schoolopleiding.
Ze verhuisde op zeker moment van de boerderij 'Fjildsicht' waar ze woonde en werkte naar een woning aan de haven in Molenend. Door die verhuizing kreeg ze meer tijd voor haar hobby, schrijven. Nadat in 1997 het boek In doarp op it fuottenein (Het dorp aan de voeten) over Roodkerk was verschenen, kreeg ze tijd voor een boek over Molenend, 'Munein van buorskip nei dörp'. In 2007 ontving ze de Cultuurprijs van Tytsjerksteradiel. Zij was ook geïnteresseerd in Friese paarden, in traditionele kostuums en in het skotsploech en andere soorten volksdans.
Wijbenga was actief in de commissie Cultureel Erfgoed Trynwalden en in de dorpsraad van Mûnein en Readtsjerk. Zij was getrouwd met Gauke Wijbenga.
Een straat in Molenend is in 2010 naar haar vernoemd, de Aukje Wijbengastrjitte.
Bronnen
- Dit artikel of een eerdere versie ervan is een (gedeeltelijke) vertaling van het artikel Aukje Wijbenga op de Friestalige Wikipedia, dat onder de licentie Creative Commons Naamsvermelding/Gelijk delen valt. Zie de bewerkingsgeschiedenis aldaar.

Voetnoten
1. ↑  Wijbenga in de KB-catalogus. webggc.oclc.org. Geraadpleegd op 27 februari 2024.
2. 1 2  Frysk Deiblêd, 24 novimber 2010, Mûnein heeft vanaf nu een Aukje Wijbengastrjitte
3. ↑  Frysk Deiblêd, 14 maart 2008, Aukje Wijbenga wint Kultuerpriis Tytsjerksteradiel, 950 euro en in replika fan it keunstwerk 'De omrin fan it wetter' fan Frans Ram